# Jánosháza
Jánosháza es una ciudad en el distrito de Celldömölk, en el condado de Vas, Hungría.

## Personas notables
- Mavro Sachs - Médico croata, primer profesor de la Universidad de Zagreb y fundador de la medicina forense en Croacia.
- Rabino Mnachem Samuel, líder y rabino de este pueblo; asesinado por los nazis en 1944.